# Alex Ndeezi
Alex Ndeezi, né le 11 février 1971, est un homme politique ougandais, membre de la Mouvement de résistance nationale.

## Biographie
Élu au Parlement ougandais lors des élections législatives de 1996, Alex Ndeezi, est le premier sourd à y siéger. 
Il est également le président de l'association de sourds en Ouganda.